# Yvette Wray
Yvette Wray (Yvette Julie Wray, verheiratete Luker; * 18. Oktober 1958 in Scraptoft, Leicestershire) ist eine ehemalige britische Fünfkämpferin, Hürdenläuferin und Sprinterin.
1978 gewann sie im Fünfkampf für England startend Silber bei den Commonwealth Games in Edmonton. Bei den Europameisterschaften in Prag kam sie auf den 13. Platz.
Beim Fünfkampf der Olympischen Spiele 1980 in Moskau belegte sie Rang 16.
1982 schied sie bei den Europameisterschaften in Athen über 400 Meter Hürden im Vorlauf aus. Bei den Commonwealth Games in Brisbane holte sie Bronze über 400 m Hürden und kam mit der englischen Mannschaft auf den vierten Platz in der 4-mal-400-Meter-Staffel.
1986 wurde sie über 400 Meter Hürden Fünfte bei den Commonwealth Games in Edinburgh und scheiterte bei den Europameisterschaften in Stuttgart in der ersten Runde.
Über 400 Meter Hürden wurde sie 1983, 1985 sowie 1986 Englische Meisterin und 1986 Britische Meisterin, im Fünfkampf 1978 Englische Meisterin und über 60 Meter Hürden von 1980 bis 1982 dreimal in Folge Englische Hallenmeisterin.

## Persönliche Bestleistungen
- 400 m: 53,76 s, 22. August 1981, Birmingham
  - Halle: 53,49 s, 14. Januar 1984, Cosford
- 50 m Hürden (Halle): 7,03 s, 21. Februar 1981, Grenoble (ehemaliger britischer Rekord)
- 60 m Hürden (Halle): 8,24 s, 11. Februar 1981, Cosford
- 100 m Hürden: 13,50 s, 8. September 1979, Mexiko-Stadt
- 400 m Hürden: 56,46 s, 11. Juli 1981, Oslo
- Fünfkampf: 4278 Punkte, 15. Juli 1979, Bremerhaven
- Fünfkampf (Halle): 3784 Punkte, 7. Januar 1978, Cosford